# 朴芝潤
朴 芝潤（パク・チユン、朝鮮語: 박지윤、1979年3月23日 ~ ）は、大韓民国の前韓国放送公社 (KBS) 所属のアナウンサー。

## 学歴
- 1993年、完月初等学校（朝鮮語版）卒業
- 1996年、馬山女子中学校（朝鮮語版）卒業
- 1999年、聖旨女子高等学校（朝鮮語版）卒業
- 2003年、崇実大学校英語国文学科学士

## 経歴
- 2004年 〜 2014年 30期KBS公開採用のアナウンサー (KBS釜山放送総局地域勤務)
- 2009年 崔東錫アナウンサーと結婚